# Lê Vi
Lê Vi (tên đầy đủ Trần Lê Vi, sinh năm 1968 tại Hà Nội) là một diễn viên điện ảnh, nghệ sĩ múa Việt Nam. Cô là con của hai nghệ sĩ kịch nói Trần Tiến và Lê Mai, em út của Lê Khanh, nghệ sĩ kịch nói, và Lê Vân, diễn viên điện ảnh. Cô được phong danh hiệu Nghệ sĩ ưu tú của Việt Nam.
Lê Vi chủ yếu hoạt động bên sân khấu múa. Tuy nhiên bên điện ảnh cô cũng có những thành công nhất định. Nhắc đến Lê Vi, khán giả không thể quên vai diễn của cô trong bộ phim Cây bạch đàn vô danh của đạo diễn Nguyễn Thanh Vân năm 1996. Vai diễn mang lại cho cô một giải thưởng Bông Sen Vàng năm 1996.

## Các phim đã đóng
- Truyện cổ tích cho tuổi mười bảy (1988)
- Chiếc bình tiền kiếp.
- Cây bạch đàn vô danh (1996)
- Giải hạn (1996)
- Đường tới thiên đàng (1999)
- Đất lành (2003)[4]
- Miền quê thức tỉnh (2005)
- Trăng trên đất khách (2007)
- Đèn vàng (2007)
- Hai phía chân trời (2012)

## Đời tư
- Lê Vi yêu và lấy chồng là người Pháp. Cô có ba người con với anh. Từ năm 2004, cô định cư tại Pháp và giã từ nghệ thuật.[5][6][7]